# Stazione di Candoglia-Ornavasso
Stazione di Candoglia-Ornavasso egy bezárt vasútállomás Olaszországban, Piemonttartományban, Candoglia településen.

## Vasútvonalak
Az állomást az alábbi vasútvonalak érintik:
- Domodossola–Milánó-vasútvonal

## Kapcsolódó állomások
A vasútállomáshoz az alábbi állomások vannak a legközelebb:
- Stazione di Cuzzago
- Stazione di Mergozzo